# Westminster
Westminster er et område i det centrale London i England. Området er kernen i bydelen City of Westminster og omfatter Det britiske parlament, Westminster Abbey og Westminsterkatedralen.
University of Westminster har tre af sine fire campuser indenfor Westminster.
Stedet har været centrum for engelsk og senere britisk politik siden Edvard Bekenderens tid. Han fik rejst et kongeligt slot, Westminster, omkring 1050. Det blev taget af Vilhelm Erobreren i 1066 og var en af de største kongelige residenser i lang tid. Senere blev parlamentet etableret der, og navnet Westminster bruges synonymt med rigets folkevalgte og politiske myndigheder. På samme måde som Whitehall, som også ligger i City of Westminster, refererer til departementerne.